# Mirjam de Koning
Mirjam de Koning (de soltera Peper) es una nadadora parapléjica holandesa.

## Biografía
De Koning nació con tejido conectivo dañado. Después de dar a luz a su hija, Sarina, en 1993, tuvo siete cirugías de ligamento cruzado anterior. En 1999 sufrió una hernia y durante una cirugía de espalda, un nervio sufrió daños. Esto la dejó con una forma de paraplejía, por lo tanto, compite en la clasificación S6. La natación y baloncesto en silla de ruedas eran sus deportes, pero como el baloncesto en silla de ruedas le causaba muchas lesiones, decidió centrarse principalmente en la natación. Comenzó a entrenar cinco veces a la semana con el equipo local de natación llamado Oceanus en Aalsmeer. No mucho después fue una de las nadadoras más rápidas en su club, pudiendo mantener el ritmo con nadadores sin discapacidad. Ese año alcanzó siete récords nacionales holandeses en piscinas de 25 y 50 metros.  
En 2005, estaba lista para participar en el campeonato nacional holandés, pero para hacerlo tenía que ser miembro de la asociación nacional de natación. Solo unos días antes del inicio del campeonato, se convirtió en miembro y ganó cuatro medallas de oro, rompiendo los cuatro récords nacionales holandeses y un récord europeo. Los registros nacionales estaban en los 50   m estilo libre, 50   m mariposa y 100   m estilo libre. El récord europeo y, por lo tanto, el cuarto récord holandés, fue en 50 metros. Rompió su primer récord mundial en los campeonatos de natación daneses abiertos en Esbjerg, marzo de 2006. Ganó siete medallas en los Campeonatos, cuatro de oro, una de plata y dos de bronce, así como un nuevo récord mundial en los 50 metros de espalda en un tiempo de 45,46 segundos. También rompió otros cuatro récords nacionales holandeses. Luego se clasificó para el Campeonato Mundial 2006 en Durban, Sudáfrica y ganó dos medallas de bronce. En los 100   estilo libre obtuvo un registro de 1: 22.50 y en los 100 m espalda llegó a un tiempo de 1: 35.26 para tomar su segundo bronce. Unos días más tarde se convirtió en Campeona del Mundo en estilo libre de 50 metros después de ganar con 37.67 segundos para llevarse su tercera medalla del Campeonato. En el estilo libre de 400 m, terminó el cuarto lugar.
Representó a Países Bajos en los Juegos Paralímpicos de Verano 2008 en Pekín en un total de cuatro eventos. En su primer evento, 100 metros estilo libre, ganó su primera ronda en un tiempo de 1: 18.56, el mejor de todas las finalistas, con Eleanor Simmonds ocupando el segundo lugar.  En la final, Simmonds logró mejorar su tiempo a 1: 18.75, mientras que De Koning solo pudo alcanzar la medalla de plata, terminando por delante de la paralímpica y poseedora del récord mundial Doramitzi González. Más tarde en la semana venció a Simmonds en los 50   m estilo libre y quedó en segundo lugar detrás de Simmonds en los 400 estilo libre. También ganó una medalla de oro en los 100   m espalda.

## Mejores tiempos personales
| curso corto         | curso corto | curso corto | curso corto              |
| Evento              | Tiempo      | Fecha       | Locación                 |
| ------------------- | ----------- | ----------- | ------------------------ |
| 50 m espalda        | 47.36       | 2007-11-17  | Houten, Países Bajos     |
| 50 m pecho          | 58.40       | 2005-03-26  | Gorcum, Países Bajos     |
| 50 m estilo libre   | 37.70 WR    | 2008-02-02  | Bussum, Países Bajos     |
| 75 m medley         | 1:18.23     | 2005-02-26  | Aalsmeer, Países Bajos   |
| 100 m espalda       | 1:39.85 NR  | 2005-10-08  | Breda, Países Bajos      |
| 100 m pecho         | 2:10.23 NR  | 2006-01-22  | Deventer, Países Bajos   |
| 100 m estilo libre  | 1:21.96 WR  | 2008-02-02  | Bussum, Países Bajos     |
| 100 m medley        | 1:45.20     | 2007-11-17  | Houten, Países Bajos     |
| 200 m espalda       | 3:35.23 NR  | 2006-05-06  | Delft, Países Bajos      |
| 200 m pecho         | 4:38.94     | 2005-02-26  | Aalsmeer, Países Bajos   |
| 200 m estilo libre  | 2:54.08 WR  | 2008-02-02  | Bussum, Países Bajos     |
| 200 m medley        | 3.50.47 NR  | 2006-05-06  | Delft, Países Bajos      |
| 400 m estilo libre  | 6:30.69 NR  | 2005-10-08  | Deventer, Países Bajos   |
| 800 m estilo libre  | 13:17.54    | 2007-01-20  | Heerenveen, Países Bajos |
| 1500 m estilo libre | 25:33.07    | 2007-01-21  | Heerenveen, Países Bajos |

| curso largo        | curso largo | curso largo | curso largo             |
| Evento             | Tiempo      | Fecha       | Locación                |
| ------------------ | ----------- | ----------- | ----------------------- |
| 50 m espalda       | 43.44 NR    | 2006-12-02  | Durban, Sudáfrica       |
| 50 m pecho         | 55.20 NR    | 2005-06-11  | Dordrecht, Países Bajos |
| 50 m mariposa      | 57.33 NR    | 2006-06-03  | Eindhoven, Países Bajos |
| 50 m estilo libre  | 36.86       | 2008-03-09  | Esbjerg, Dinamarca      |
| 100 m espalda      | 1:32.72 NR  | 2006-02-12  | Durban, Sudáfrica       |
| 100 m estilo libre | 1:19.69 NR  | 2008-03-07  | Esbjerg, Dinamarca      |
| 200 m estilo libre | 3.06.00 NR  | 2006-06-10  | Brno, República Checa   |
| 200 m medley       | 3:45.18 NR  | 2006-06-10  | Brno, República Checa   |
| 400 m estilo libre | 5:57.68 NR  | 2008-05-25  | Berlín, Alemania        |
| 800 m estilo libre | 12:22.49 WR | 2008-05-22  | Berlín, Alemania        |